# こども定期演奏会
『こども定期演奏会』（こどもていきえんそうかい）は、サントリーホールと東京交響楽団が行っている、こどものためのコンサートである。

## 沿革
2002年よりこどものためのコンサートとして、年に4回、サントリーホール大ホールで行われている。演奏は東京交響楽団、おはなしは東京交響楽団の常任指揮者でもある大友直人が行っている。
4回の公演のうち1回、「こども奏者」として、こどもがオーケストラに入って演奏をしている。また、チラシの絵やテーマ曲などもこどもから募集している。

## 曲目

### 第1回 ハーモニーって? 〜ロシア、東欧、北欧〜
- シベリウス：交響詩『フィンランディア』
- グリーグ：劇音楽『ペールギュント』組曲から「朝」「オーセの死」
- ドヴォルザーク：交響曲第9番「新世界より」第2楽章
- ショパン：幻想即興曲・ チャイコフスキー：バレエ『白鳥の湖』から「グランド・フィナーレ」
- スメタナ：交響詩『モルダウ』

### 第2回 リズムって? 〜イタリア、フランス、スペイン〜
- ビゼー：オペラ『カルメン』から「第1幕への前奏曲」
- ベルリオーズ：幻想交響曲から第2楽章「舞踏会」
- ファリャ：バレエ音楽『三角帽子』から「フィナーレ」
- ヴィヴァルディ：協奏曲集『四季』から「夏」第2楽章－第3楽章
- ヴェルディ：オペラ『アイーダ』から「大行進曲」
- ラヴェル：ボレロ

### 第3回 音楽スタイルって? 〜ドイツ、オーストリア〜
- シューベルト：劇音楽『ロザムンデ』から間奏曲 第3番
- ベートーヴェン：交響曲第6番から第1楽章
- メンデルスゾーン：ヴァイオリン協奏曲 ホ短調 から第1楽章
- J.S.バッハ：トッカータとフーガニ短調 BWV565 から
- モーツァルト： 交響曲第41番「ジュピター」から第4楽章
- ワーグナー：楽劇『ニュルンベルクのマイスタージンガー』から第1幕への前奏曲

### 第4回 メロディーって? 〜イギリス、アメリカ、日本〜
- スーザ：行進曲『星条旗よ永遠なれ』
- ガーシュウィン：オペラ『ポーギーとベス』から「サマータイム」
- バーンスタイン：『ウエスト・サイド・ストーリー』から「トゥナイト｣
- ヘンデル：オラトリオ『メサイア』から「ハレルヤ」
- エルガー：行進曲『威風堂々』第1番
- 芥川也寸志：『交響管弦楽のための音楽』から第1楽章
- ヴォーン・ウィリアムズ：「グリーンスリーヴスによる幻想曲」
- ホルスト：組曲『惑星』から「木星」

### 第5回 管楽器の響き
- ヘンデル：『水上の音楽』から「アラ・ホーンパイプ」
- チャイコフスキー：オペラ『エフゲニー・オネーギン』から「ポロネーズ」
- ドビュッシー：牧神の午後への前奏曲
- ベルリオーズ：『ファウストの劫罰』から「ラコッツィ行進曲」
- ベートーヴェン：交響曲第9番 ニ短調「合唱付」から第1楽章
- レスピーギ：交響詩『ローマの松』から「アッピア街道の松」

### 第6回 打楽器、ハープ、鍵盤楽器の驚き
- バーンスタイン：『ウエスト・サイド・ストーリー』から「マンボ」
- ストラヴィンスキー：バレエ組曲『火の鳥』（1919年版）
- ベートーヴェン：交響曲 第9番 ニ短調「合唱付」から第2楽章
- サン=サーンス：交響曲第3番「オルガン付」から第2部の後半

### 第7回 弦楽器の美しさ
- グリンカ：オペラ『ルスランとリュドミラ』序曲
- ハイドン：チェロ協奏曲第1番ハ長調 から 第3楽章
- ベートーヴェン：交響曲 第9番 ニ短調「合唱付」から 第3楽章
- チャイコフスキー：交響曲 第4番 ヘ短調 から 第3楽章、第4楽章

### 第8回 声の彩り
- ワーグナー：オペラ『タンホイザー』から「歌の殿堂をたたえよう」
- プッチーニ：オペラ『ジャンニ・スキッキ』から「いとしいお父さん」
- ビゼー：オペラ『カルメン』から「ハバネラ」
- ディ・カプア：「オー・ソレ・ミオ」
- モーツァルト：オペラ『魔笛』から「私は鳥刺し」
- ビゼー：『アルルの女』組曲第1番から「カリヨン」
- ベートーヴェン：交響曲 第9番 ニ短調「合唱付」から第4楽章

### 第9回 胸躍る管弦楽曲
- バッハ： 管弦楽組曲第3番 ニ長調から 「序曲」
- モーツァルト： ディヴェルティメント ニ長調 K.136から 第1楽章
- ブラームス： ハンガリー舞曲 第1番 & 第5番
- モーツァルト： ピアノ協奏曲第23番イ長調 K.488から 第3楽章
- ムソルグスキー（ラヴェル編曲）： 組曲「展覧会の絵」から「キエフの大きな門」

### 第10回 協調と対話の協奏曲
- プーランク： オルガン、弦楽とティンパニのための協奏曲 ト短調から
- ヴィヴァルディ： 4つのヴァイオリンとチェロのための協奏曲 ロ短調から 第3楽章
- モーツァルト： ホルン協奏曲 第3番 変ホ長調 から 第3楽章
- ：ピアノ協奏曲 第1番 変ロ短調から 第1楽章

### 第11回 美しいオペラ&バレエ音楽
- ヘンデル： オペラ『クセルクセス』から「愛らしい緑の木かげ」（オンブラ・マイ・フ）
- モーツァルト： オペラ『フィガロの結婚』から「もう飛ぶまいぞ、この蝶々」
- ビゼー： オペラ『カルメン』から「闘牛士の歌」
- ワーグナー： オペラ『ローエングリン』から 第3幕への前奏曲
- プッチーニ： オペラ『蝶々夫人』から「ある晴れた日に」
- 尾高尚忠： フルート協奏曲 から 第1楽章
- チャイコフスキー： バレエ音楽『白鳥の湖』から 第2幕の情景
- ストラヴィンスキー： バレエ音楽『春の祭典』から

### 第12回 交響曲って?
- モーツァルト：交響曲 第40番ト短調K550から第1楽章
- ベートーヴェン：交響曲 第7番イ長調から第4楽章
- ドヴォルザーク：交響曲 第9番ホ短調「新世界より」から第1楽章
- マーラー：交響曲 第2番ハ短調「復活」から第5楽章の終結部

### 第13回 『パリ』色彩あふれるハーモニー
- ベルリオーズ：序曲『ローマの謝肉祭』
- サティ（ドビュッシー編曲）：ジムノペディ第1番
- ドビュッシー：交響詩『海』から第3曲
- サン=サーンス：序奏とロンド・カプリチオーソ
- フォーレ：『レクイエム』から「ピエ・イェズ」
- ラヴェル：ボレロ
- 音楽のまち（1） ― パリ
- 音楽のまちの風景

### 第14回 『ロンドン』〜伝統とメロディー〜
- クラーク（パーセル）：トランペット・ヴォランタリー
- ヘンデル：『水上の音楽』から「アレグロ」
- ブリテン：『シンプル・シンフォニー』から「感傷的なサラバンド」
- ビートルズ・メドレー（編曲：長山善洋）
- ：「イエスタディ」「オブラディ・オブラダ」「ザ・ロング・アンド・ワインディング・ロード」「ノルウェーの森」「プリーズ・プリーズ・ミー」
- ホルスト：『惑星』から「火星」
- ドヴォルザーク：交響曲第8番ト長調 第3楽章
- ヴォーン・ウィリアムズ：グリーンスリーヴズの主題によ幻想曲
- エルガー：行進曲「威風堂々」第1番
- 音楽のまち（2） ― ロンドン
- 音楽のまちの風景

### 第15回 『ウィーン』〜心躍る音楽形式〜
- ブルックナー： 交響曲第4番変ホ長調『ロマンティック』 第3楽章
- ハイドン： トランペット協奏曲 変ホ長調第1楽章
- ヨハン・シュトラウス2世： 皇帝円舞曲
- シェーンベルク： 弦楽合奏曲『浄められた夜』から
- ベートーヴェン： ピアノ協奏曲第5番変ホ長調『皇帝』 第3楽章
- ブラームス： 交響曲第1番ハ短調第4楽章
- 音楽のまち（3） ― ウィーン
- 音楽のまちの風景

### 第16回 『サンクトペテルブルク』〜歴史に息づくリズム〜
- チャイコフスキー： 交響曲第6番ロ短調『悲愴』第2楽章
- ショスタコーヴィチ： 交響曲第5番ニ短調第4楽章
- グリンカ： オペラ『ルスランとリュドミラ』序曲
- リムスキー＝コルサコフ： 交響組曲『シェヘラザード』第3楽章「若い王子と王女」
- ボロディン： オペラ『イーゴリ公』から「だったん人の踊り」  合唱：東響コーラス／合唱指揮：大谷研二
- 音楽のまち（4） ― サンクトペテルブルク
- 音楽のまちの風景

### 第17回 『イタリア』〜ローマ・ミラノ・ヴェニス・ナポリ〜
- ロッシーニ：オペラ『セビリャの理髪師』序曲
- プッチーニ：オペラ『トスカ』から「歌に生き、恋に生き」
- プッチーニ：オペラ『トゥーランドット』から「誰も寝てはならぬ」
- プッチーニ：オペラ『ジャンニ・スキッキ』から「わたしのお父さん」
- ディ・カプア： 『オ・ソレ・ミオ』（私の太陽）
- ヴェルディ： オペラ『椿姫』から「乾杯の歌」
- ガブリエーリ： 第7旋法 第2番
- ヴィヴァルディ：協奏曲集『四季』から「春」
- メンデルスゾーン： 交響曲 第4番 イ長調『イタリア』から 第4楽章
- レスピーギ：『ローマの祭』から第4曲「公現祭」
- 音楽の国めぐり（1） ― イタリア
- 音楽の国 第1回　イタリア編

### 第18回 『アメリカ』〜ニューヨーク・ボストン・ニューオリンズ
- バーンスタイン：『キャンディード』序曲
- アンダーソン：舞踏会の美女
- アンダーソン：ジャズ・ピッチカート
- ガーシュウィン：ラプソディ・イン・ブルー
- コープランド：市民のためのファンファーレ
- バーバー：弦楽のためのアダージョ
- グローフェ：組曲『グランド・キャニオン』から「山道を行く」
- ジョン・ウィリアムズ：『スター・ウォーズ』から「王座の間」「エンド・タイトル」

### 第19回 5周年記念ガラ・コンサート
- ベルリオーズ：『ローマの謝肉祭』序曲
- モーツァルト：フルート協奏曲第2番ニ長調から 第1楽章
- ヴィヴァルディ：4つのヴァイオリンとチェロのための協奏曲ロ短調から第3楽章
- ショパン：ピアノ協奏曲第1番ホ短調 から 第3楽章
- ラヴェル：ボレロ
- J.S.バッハ：無伴奏チェロ組曲第3番ハ長調 から プレリュード、ブーレーI・II、ジーグ
- ロドリーゴ：アランフエス協奏曲 から第2楽章
- ボロディン：オペラ『イーゴリ公』から「だったん人の踊り」

### 第20回 『ドイツ』〜ベルリン・ミュンヘン・ライプツィヒ・ドレスデン
- ウェーバー：オペラ『魔弾の射手』序曲
- J.S.バッハ：管弦楽組曲第2番ロ短調より 序曲、ポロネーズ、バディヌリ
- ワーグナー：楽劇『ワルキューレ』からワルキューレの騎行
- ワーグナー：楽劇『ニュルンベルクのマイスタージンガー』前奏曲
- ベートーヴェン：交響曲第7番イ長調より第2楽章
- R.シュトラウス：交響詩『ティル・オイレンシュピーゲルの愉快ないたずら』

### 第21回 アルプスの峰より、清らかな水
- ヴェルディ：オペラ『アイーダ』から凱旋行進曲
- バーンスタイン：『ウエスト・サイド・ストーリー』から「マンボ」
- スメタナ：交響詩『わが祖国』から「モルダウ」
- J.シュトラウスII：ワルツ『美しく青きドナウ』
- R.シュトラウス：アルプス交響曲 から
- 音楽の情景

### 第22回 海を越える握手
- リムスキー＝コルサコフ：交響組曲『シェエラザード』から「海とシンドバッドの船」
- チャイコフスキー：弦楽のためのセレナード から第4楽章
- ドビュッシー：『海』から第1曲「海の夜明けから真昼まで」
- ラロ：チェロ協奏曲ニ短調から第3楽章
- スーザ：『海を越える握手』
- ルーセル：『バッカスとアリアーヌ』第2組曲からフィナーレ
- 海と音楽

### 第23回 白鳥
- サン＝サーンス：『動物の謝肉祭』から「白鳥」
- モーツァルト：歌劇『魔笛』から「俺は鳥刺し」
- ビゼー：歌劇『カルメン』から「闘牛士の歌」
- バーンスタイン：ミュージカル『キャンディード』から「華やかに着飾って」
- モーツァルト：歌劇『魔笛』から「復讐の心は地獄のようにわが胸に燃え」
- アンダーソン：ワルツィング・キャット
- チャイコフスキー：バレエ音楽『白鳥の湖』から「グランド・フィナーレ」
- 音楽の中の動物たち

### 第24回 森のささやき
- ワーグナー：楽劇『ジークフリート』から「森のささやき」
- ドップラー：ハンガリー田園幻想曲
- ロッシーニ：オペラ『ウィリアム・テル』序曲
- J.シュトラウスII：ウィーンの森の物語
- 森のささやき

### 第25回 ラヴェルとフランスの薫り
- ラヴェル：亡き王女のためのパヴァーヌ
- フォーレ：『ペレアスとメリザンド』から「シシリエンヌ」
- サン＝サーンス：ヴァイオリン協奏曲第3番 ロ短調から 第3楽章
- ドビュッシー：牧神の午後への前奏曲
- ラヴェル：『ダフニスとクロエ』第2組曲（I. 夜明け　II. パントマイム　III. 全員の踊り）
- ラヴェルとフランスの薫り

### 第26回 武満徹と日本の作曲の世界
- 山田耕筰：赤とんぼ
- 伊福部昭：SF交響ファンタジー第1番 から
- 芥川也寸志：交響管弦楽のための音楽〜第2部
- 三善晃：管弦楽のための協奏曲 から 第3楽章
- 細川俊夫 ：ハープ協奏曲「回帰」から
- 武満徹：弦楽のためのレクイエム
- 冨田勲：新日本紀行
- 三枝成彰：『忠臣蔵』からお艶のアリア「この女はあんた一人のもの」
- 坂本龍一：戦場のメリークリスマス
- 千住明：『風林火山』テーマ
- 武満徹と日本の作曲家

### 第27回 チャイコフスキーとロシアの大地より
- チャイコフスキー：バレエ音楽『くるみ割り人形』から「行進曲」「あしぶえの踊り」
- ラフマニノフ：交響曲第2番ホ短調 第3楽章から
- チャイコフスキー：バレエ音楽『くるみ割り人形』から「花のワルツ」
- ボロディン：中央アジアの草原にて
- チャイコフスキー：交響曲第5番ホ短調から 第4楽章

### 第28回 ベートーヴェンと取り巻く人々
- 佐藤麻里亜 ：「こども定期演奏会2008」テーマ曲 （編曲：長山善洋）
- ハイドン：交響曲第94番ト長調「驚愕」 第2楽章 から
- ベートーヴェン：交響曲第1番ハ長調 から 第4楽章
- モーツァルト：交響曲第39番変ホ長調 から 第3楽章
- ブラームス：大学祝典序曲
- ベートーヴェン：ヴァイオリン協奏曲ニ長調 から 第3楽章
- ベートーヴェン：交響曲第9番ニ短調「合唱付」から 第4楽章

## こども奏者
年4回の公演のうち1回、こども奏者が東京交響楽団と1曲共演する。こども奏者はオーディションによって選ばれ、合格者はパート練習、ホール練習、本番前のゲネプロの計3回の練習で本番に出る。「こども」といっても共演が東京交響楽団のため、合格は難関である。
応募資格は小学校2年生から中学校3年生までのこどもで、オーディションでは5分以内の自由曲を吹く。合否については後日、郵送で合格者は楽譜と一緒に送られる。

## テーマ曲・イラスト
テーマ曲とイラストは小学1年生から中学3年生までのこどもから募集される。採用されたテーマ曲は年4回の公演で演奏され、イラストはチラシに載せられる。